# 마클린 케네디
마클린 케네디(Marklen Kennedy, 1967년 12월 31일 ~ )는 미국의 성우, 텔레비전 배우이다.
휴스턴에서 태어났다.

## 영화
- 헐리우드 섹스 판타지 (2001년)
- 헤븐 오어 베가스 (1999년)
- 마젠타의 숲 (1997년)
- 정의의 사총사 (1994년)
- 위치크래프트 5 (1993년)